# Matthias Röhr
Matthias "Gonzo" Röhr foi o guitarrista da banda alemã Böhse Onkelz, de 1981 até 2005, quando a banda acabou. Seu nome artístico deriva do cd duplo "Double Live Gonzo", de Ted Nugent. Após o término da banda, Gonzo iniciou a carreira solo, e passou a adotar apenas Matthias Röhr.
Nasceu em Frankfurt, em uma família católica, aonde raramente via seu pai. Começou a tocar guitarra aos 12 anos, gradativamente se distanciando da igreja.

## Discografia
Para ver a discografia com a banda Böhse Onkelz, ver Böhse Onkelz
- 2007: Barra da Tijuca
- 2008: UHAD2BTHERE! Live
- 2010: Out of the Great Depression
- 2011: Blitz & Donner